# Maureillas-las-Illas
Maureillas-las-Illas (på Catalansk: Morellàs i les Illes) er en kommune i departementet Pyrénées-Orientales i Sydfrankrig.
Den største by i kommunen er Maureillas.

## Geografi
Kommunen ligger i landskabet Vallespir. Den sydlige del udgøres af Albère-bjergene, hvor kommunens højeste punkt Pic de les Salines (1333 m) ligger på grænsen til Spanien.
Nærmeste byer fra Maureillas er mod vest Céret (6 km), mod nord Saint-Jean-Pla-de-Corts (4 km) og Le Boulou (5 km) og mod øst Les Cluses (4 km).

## Historie
Maureillas er grundlagt i romertiden, men nævnes første gang i 1011. I middelalderen udviklede byen sig omkring kirken Saint Etienne fra det 10. århundrede. Det var også i denne periode den indflydelsesrige familie d'Oms residerede i byen.
I 1823 blev landsbyen Saint-Martin-de-Fenollar slået sammen med Maureillas og i 1972 blev de to landsbyer Las Illas og Riunoguès også en del af den nuværende kommune.

## Borgmester
- Jean-Daniel Amiot (1989-2008)
- André Bordaneil (2008-)

## Demografi

### Udvikling i folketal
| 1962                                                              | 1968  | 1975  | 1982  | 1990  | 1999  | 2006  | 2011  | 2017  |
| ----------------------------------------------------------------- | ----- | ----- | ----- | ----- | ----- | ----- | ----- | ----- |
| 1.175                                                             | 1.182 | 1.370 | 1.706 | 2.037 | 2.281 | 2.546 | 2.672 | 2.544 |
| Tal fra og med 1962 er uden dobbelttælling (sans doubles comptes) |       |       |       |       |       |       |       |       |